# Пятихатский сельский совет (Васильевский район)
Пятихатский сельский совет (укр. П'ятихатська сільська рада) — входит в состав
Васильевского района
Запорожской области
Украины.
Административный центр сельского совета находится в 
с. Пятихатки.

## История
- 1987 — дата образования.

## Населённые пункты совета
- с. Пятихатки
- с. Жеребянки
- с. Лобковое
- с. Малые Щербаки
- с. Павловка